# Ramal Orejo-Liérganes

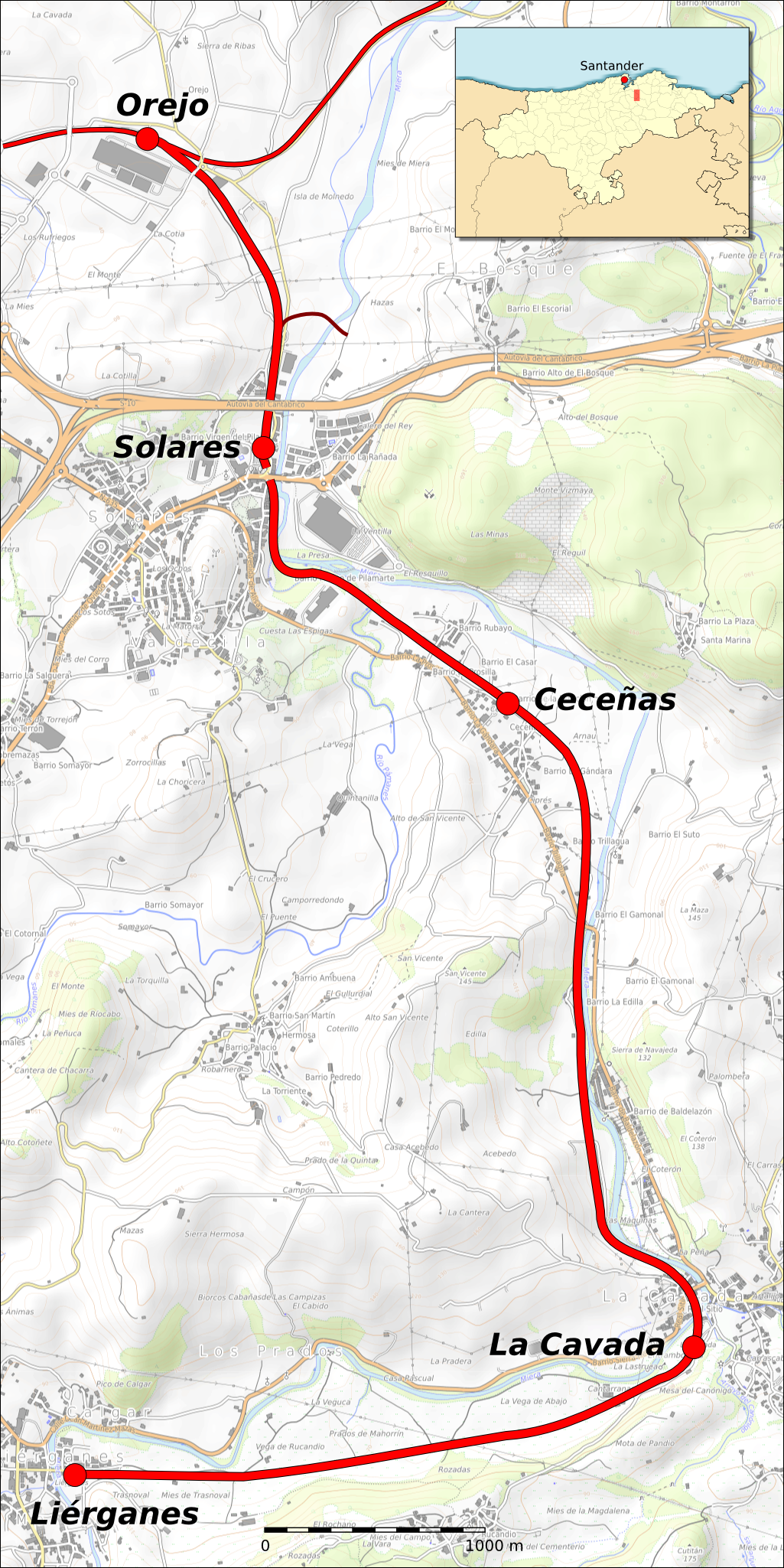
Ramal Orejo-Líerganes perteneciente a la línea

El ramal Orejo-Liérganes es una línea ferroviaria de 8 km de ancho métrico situado en Cantabria, y perteneciente a la Red Ferroviaria de Interés General (RFIG) de España.

## Recorrido
El ramal parte de la línea Santander-Bilbao en la estación de Orejo, término municipal de Marina de Cudeyo, y discurre por los de Medio Cudeyo y Riotuerto hasta la villa balnearia de Liérganes, en el municipio homónimo. La línea asciende por el valle del río Miera, el cual cruza en las proximidades de La Cavada.

## Historia
El tramo de Orejo a Solares fue construido por la Compañía del Ferrocarril de Santander a Solares dentro de la línea Santander-Solares, abierta a la explotación el 3 de marzo de 1892 en ancho ibérico. Posteriormente, la compañía se fusionó con dos compañías de ancho métrico, la Compañía del Ferrocarril de Zalla a Solares y el Ferrocarril del Cadagua para constituir la Compañía de los Ferrocarriles de Santander a Bilbao, el 1 de julio de 1893.
Para completar el trazado entre Santander y Bilbao en un mismo ancho se decidió estrechar el Santander-Solares. La operación se completó la noche del 19 al 20 de junio de 1896 con la sustitución de los aparatos de vía. Posteriormente, el 10 de mayo de 1909 se inaugura la prolongación del ramal desde Solares hasta Liérganes. Este ramal fue promovido por el indiano José del Valle y de la Pedraja, natural de La Cavada, al que se unieron posteriormente Esteban Cacicedo Torriente, vecino de Ceceñas, e Isidoro del Campo Fernández-Hontoria. Todos ellos firmaron un convenio con la Compañía de los Ferrocarriles de Santander a Bilbao para su construcción.

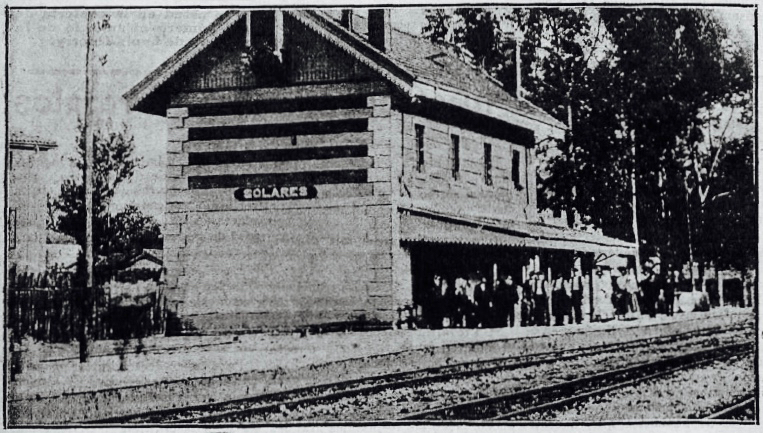
Vista general de la estación de Solares publicada en 1912.

A principios del siglo XX, compañías mineras que explotaban la zona oriental del yacimiento de hierro de la Sierra de Cabarga utilizaron el ramal para transportar su mineral hasta el embarcadero que la propia compañía tenía en la localidad de San Salvador. 
En 1962 el Estado asume la explotación de las líneas del Santander-Bilbao, a través de Feve a partir de 1965.
En octubre de 1981 el ramal fue electrificado junto con el tramo Santander-Orejo, con un total de 26 km entre Santander y Liérganes.

## Características

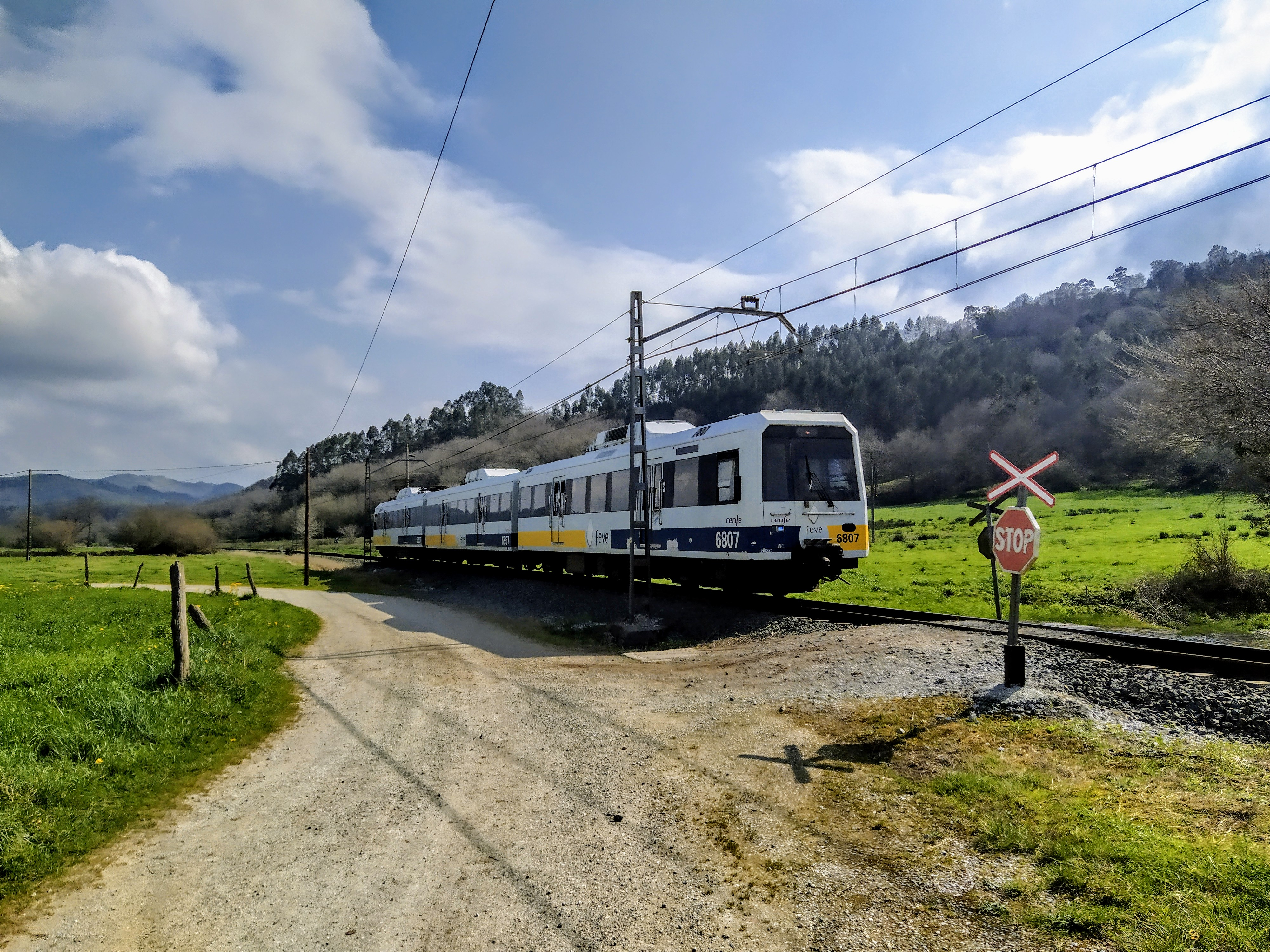
Tren en 2021 atravesando la mies de Trasnoval, próxima ya a la estación de Liérganes.

Según la Actualización de la Declaración sobre la Red de febrero de 2020 de Adif, la línea está electrificada a 1,5 kV de corriente continua mediante hilo aéreo y es de vía única. Identificada como 772 con origen en Liérganes y destino Orejo, se encuentra incluida dentro del núcleo de cercanías de Cantabria de ancho métrico de tipo C2 (menos de 80 circulaciones diarias).
En cuanto a la señalización y los sistemas de seguridad, la línea cuenta con bloqueo automático con control de tráfico centralizado (CTC) desde el puesto de mando de Santander.

## Red Ferroviaria de Interés General de España
El ramal está incluido dentro de la Red Ferroviaria de Interés General de España.  Figura en el Catálogo de líneas y tramos de la RFIG dentro del gran eje 08-Red de Ancho Métrico (excepto línea Cercedilla-Los Cotos) como 08-786-Orejo-Liérganes.